# Імрен Айкут
Імрен Айкут (нар. 1940) — турецька економістка і державна діячка.

## Життєпис
Народилася 1940 року в Козані. Закінчила початкову школу імені Ататюрка, потім ліцей для дівчаток у Адані. 1964 року закінчила економічний факультет Стамбульського університету.
Потім навчалася в Оксфордському університеті в Англії, вивчала відносини між працівником і роботодавцем, трудові відносини і профспілки. Після цього навчалася в університеті Осло в Норвегії за програмою «участь працівників в управлінні підприємством». Надалі вона займалася різними дослідженнями при конфедерації спілок та департаменті праці у Великій Британії. Здобула в Туреччині ступінь доктора філософії за працю «Обмінні курси для працівників (поза Туреччиною) та їх аналіз з точки зору економіки Туреччини».
Айкут займала в двох профспілках посаду керівника відділу з колективних трудових спорів у 1964—1975 роках, фахівця з відносин між працівником і роботодавцем у 1975-76 роках і генерального секретаря профспілки працівників паперового виробництва.

### Політична кар'єра
1983 року взяла участь у створенні націоналістичної демократичної партії. Після розпуску НДП 1986 року вступила в партію Вітчизни.
Від 1983 до 1999 року займала посаду члена Великих національних зборів Туреччини. Займала посаду міністра праці і соціального забезпечення в урядах Тургута Озала і Їлдирима Акбулута. Також займала посаду державного міністра у двох кабінетах Месута Їлмаза. Від 30 червня 1997 до 11 січня 1999 — міністр громадських робіт і житлового будівництва.